# Mercedes-Benz Baureihe 116
Die Baureihe 116 bezeichnet die Oberklasse-Limousinen, die die damalige Daimler-Benz AG ab September 1972 auf den Markt brachte.
Mit dieser Baureihe wurde der Begriff „S-Klasse“ ins Leben gerufen; Daimler-Benz selbst sieht die Vorgänger W 108/W 109 als eigentliche Geburtsstunde der S-Klasse. Die Bezeichnung W 116 steht für die Limousinen, die Langversion „SEL“ wird als V 116 bezeichnet.
Nachfolgemodell wurde im September 1979 die Baureihe 126. Einige Modelle der Baureihe 116 wurden noch bis September 1980 weitergebaut.

## Allgemeines

### Entwicklung und Vorstellung

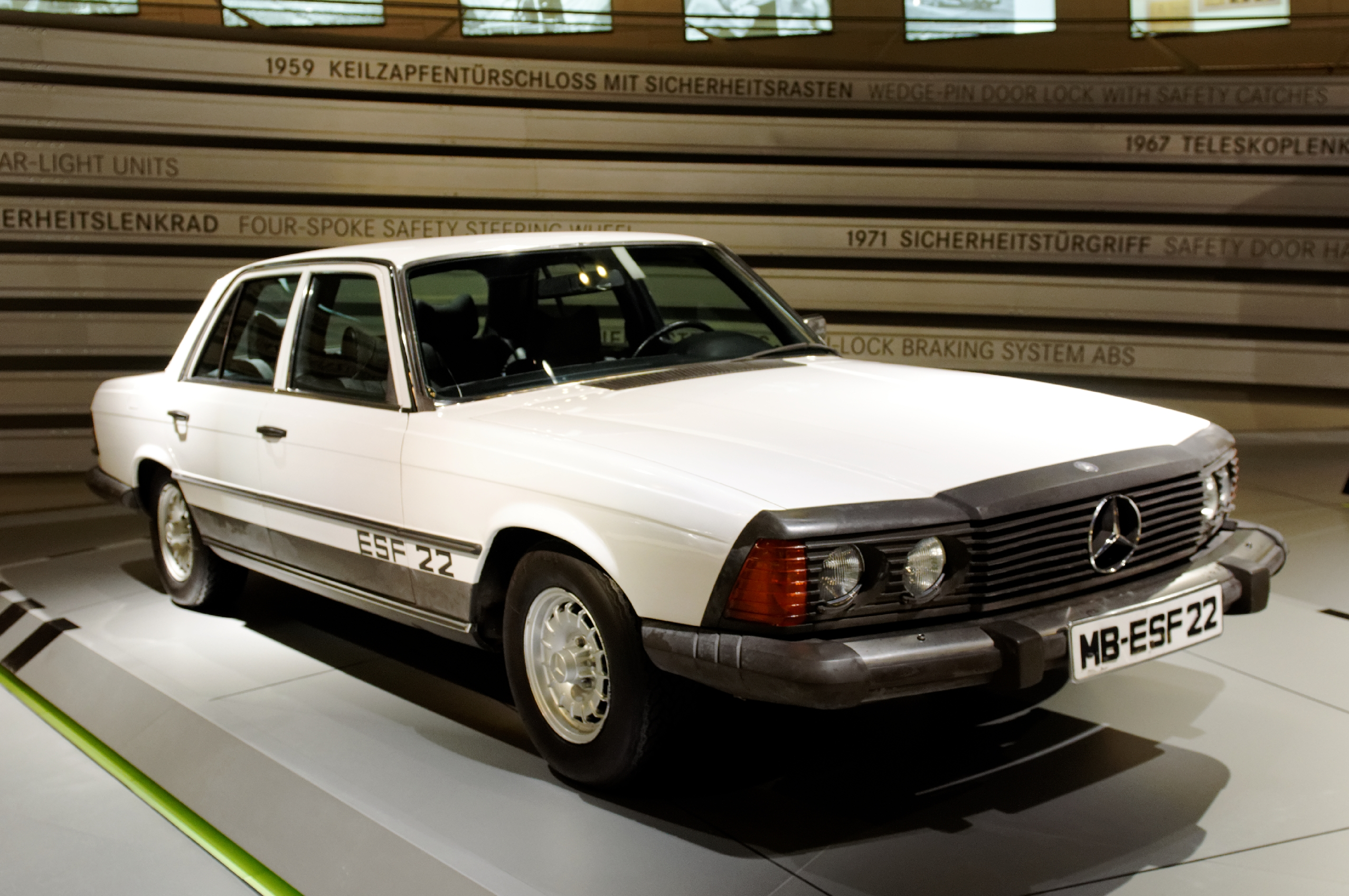
Experimentier-Sicherheits-Fahrzeug (ESF)

1966 begann die Entwicklung der Baureihe W 116. Ziel dabei war größtmöglicher Komfort bei bis dahin unerreichter passiver Sicherheit. Federführend war der Technikvorstand Hans Scherenberg. 1971 sagte der Verband der Automobilindustrie als Veranstalter der Internationalen Automobil-Ausstellung die IAA Pkw ab. Das neue Modell wurde damit erst am 25. September 1972 an der spanischen Costa Brava vorgestellt.
Die neue Formen- und Designsprache wurde vom R 107 vorweggenommen, der bereits im April 1971 präsentiert worden war. Der W 116 war deutlich länger, breiter, niedriger und weniger filigran gestaltet als das Vorgängermodell: Sicherheitsaspekte flossen in das Interieur- wie das Exterieurdesign ein. Der Wagen wurde im Windkanal untersucht, der cw-Wert beträgt 0,41. Auch waren erstmals Scheinwerfer und Kühlergrill horizontal ausgelegt; dieses Stilmerkmal findet sich bis heute bei allen Mercedes-Modellen wieder. Markant waren auch die parallel laufenden Scheibenwischer sowie der umfassend gepolsterte Innenraum, in dem alle Oberflächen gepolstert sowie Bedienelemente versenkt integriert wurden. Dabei schlugen sich die Erfahrungen aus dem Mercedes-Benz ESF (Experimentier-Sicherheits-Fahrzeugen) nieder.
Verantwortlicher Designer war ein letztes Mal Friedrich Geiger. Zahlreiche gestalterische Merkmale wurden später in anderen Modellen eingesetzt; insbesondere in der 1975 erschienenen Mittelklasse-Baureihe 123.

### Technik und Innovation

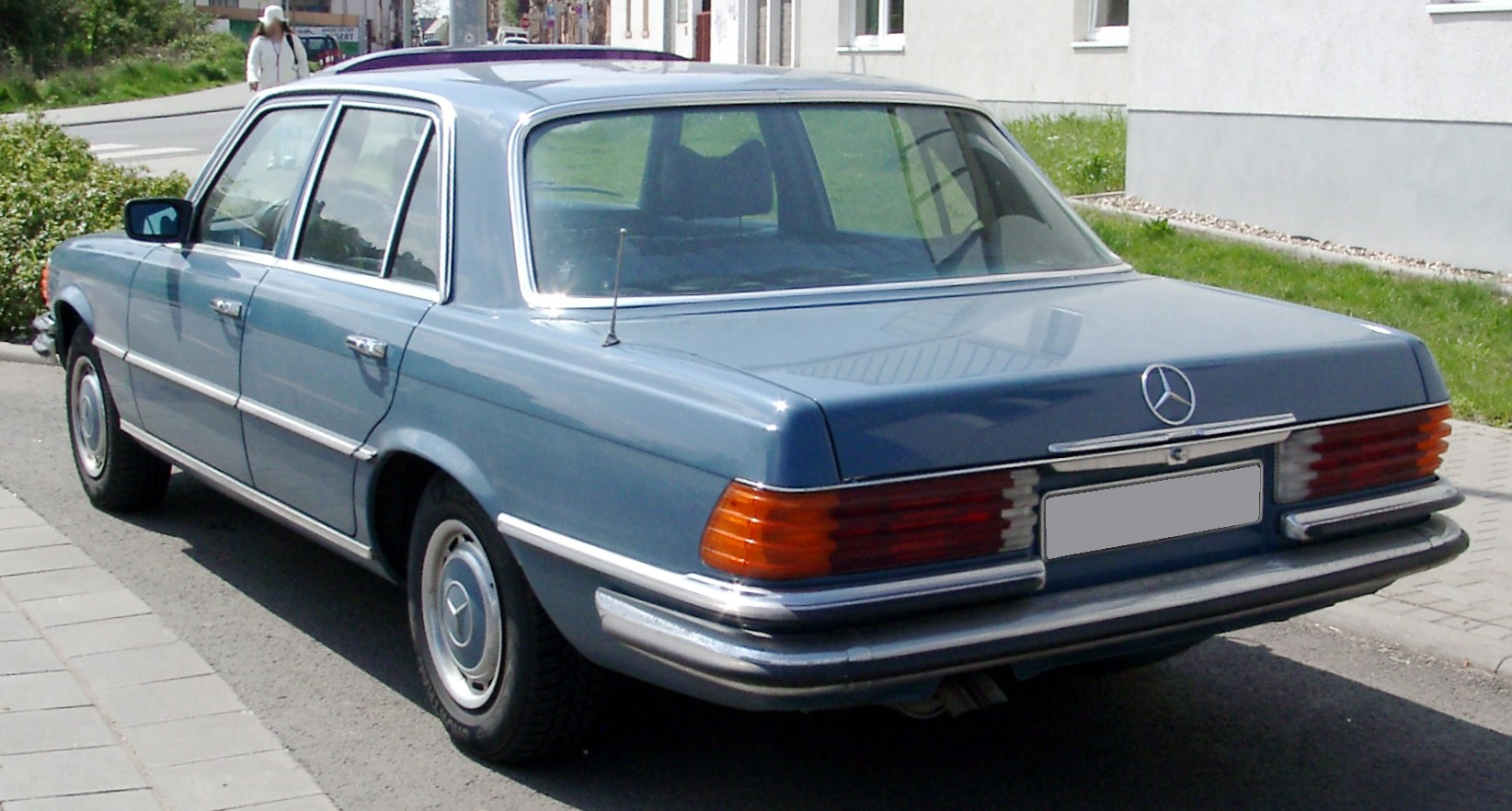
W 116, Heckansicht

Mit der Baureihe 116 wurden einige Neuheiten eingeführt. Der 96-Liter-Tank war kollisionsgeschützt über der Hinterachse angeordnet, das Vierspeichen-Sicherheitslenkrad ebenfalls eine Neuerung. Das Kofferraumvolumen betrug 579 Liter. 1978 war der W/V 116 das erste Auto weltweit, das mit einem Antiblockiersystem lieferbar war. Es wurde von einem elektronischen Analogrechner gesteuert.
Eine weitere technische Neuerung war die beim Experimentalfahrzeug Mercedes C 111 erprobte vordere Doppelquerlenkeraufhängung mit Einfach-Querlenkern und Stabilisator oben, Dreieck-Querlenkern unten, Stoßdämpfern und Schraubenfedern. Diese Einzelradaufhängung hatte einen Lenkrollradius 0 und durch Verschränkung der Lenkerdrehachsen eine Bremsnick-Abstützung. Die hintere Mehrlenkerachse des C 111 kam beim W 116 hingegen nicht zum Einsatz, sondern die bei Mercedes „Diagonalpendelachse“ genannte Schräglenkerradaufhängung. Sie entspricht im Wesentlichen der Konstruktion, die 1968 mit der „Strich-Acht“-Mittelklasse (Baureihe W 114/115) eingeführt wurde. Differentialgetriebe und beide Schräglenker sind an einem Achsträger (Fahrschemel) befestigt, der mit Gummipuffern mit der Karosserie verbunden ist.
Als Automatikgetriebe wurde erstmals nicht mehr die durch Daimler-Benz AG entwickelte Viergang-Kupplungsautomatik (mit hydraulischer Kupplung) "K4" verbaut, die aufgrund ruckartiger Schaltvorgänge auch als "Ruck-o-matik" bekannt war, sondern ein zeitgemäßes Automatikgetriebe mit Drehmomentwandler, bei den Sechszylinder-Modellen mit vier Fahrstufen, bei den Achtzylinder-Modellen mit drei Stufen und ab dem 450 SE/SEL serienmäßig verbaut. Das lag hauptsächlich am US-Markt, wo Automatikgetriebe mit Drehmomentwandler bereits seit den 1930er Jahren verbaut wurden. Drehmomentwandler schlucken etwas Leistung, verbrauchen mehr Kraftstoff, sind aber komfortabler und schalten weicher als die vorherige K4 Kupplungsautomatik mit hydraulischer Kupplung, die nicht mit einer automatischen Kupplung, "Halbautomatik", bei Daimler Benz als "Hydrak" bezeichnet, zu verwechseln ist.
Die Drehmomentwandler der 350er und 450er Motoren hatten eine andere Größe. Die Automatikgetriebe der 6-Zylinder-Modelle mit vier Fahrstufen fuhren in der zweiten Fahrstufe, nur bei Kickdown in der ersten Fahrstufe an. 
Der Wählhebel am Getriebetunnel für das Automatikgetriebe war optional auch am Lenkrad erhältlich; eine Option, die eher im US-Exportmarkt geordert wurde und dementsprechend in Europa selten ist.

### Bedeutung
Der Automobilhistoriker Werner Oswald bezeichnete die Baureihe 116 als einen „Meilenstein in der Geschichte des Hauses [Mercedes-Benz]“. Sie sei „sowohl technisch als auch stilistisch absolute Weltklasse“ gewesen. Der Mercedes-Benz 450 SE/SEL wurde zum „Auto des Jahres“ 1974 gewählt. Die Zeitschrift auto motor und sport bezeichnete den 450 SEL 6.9 im Jahr 1975 als „Das Beste Auto der Welt“.

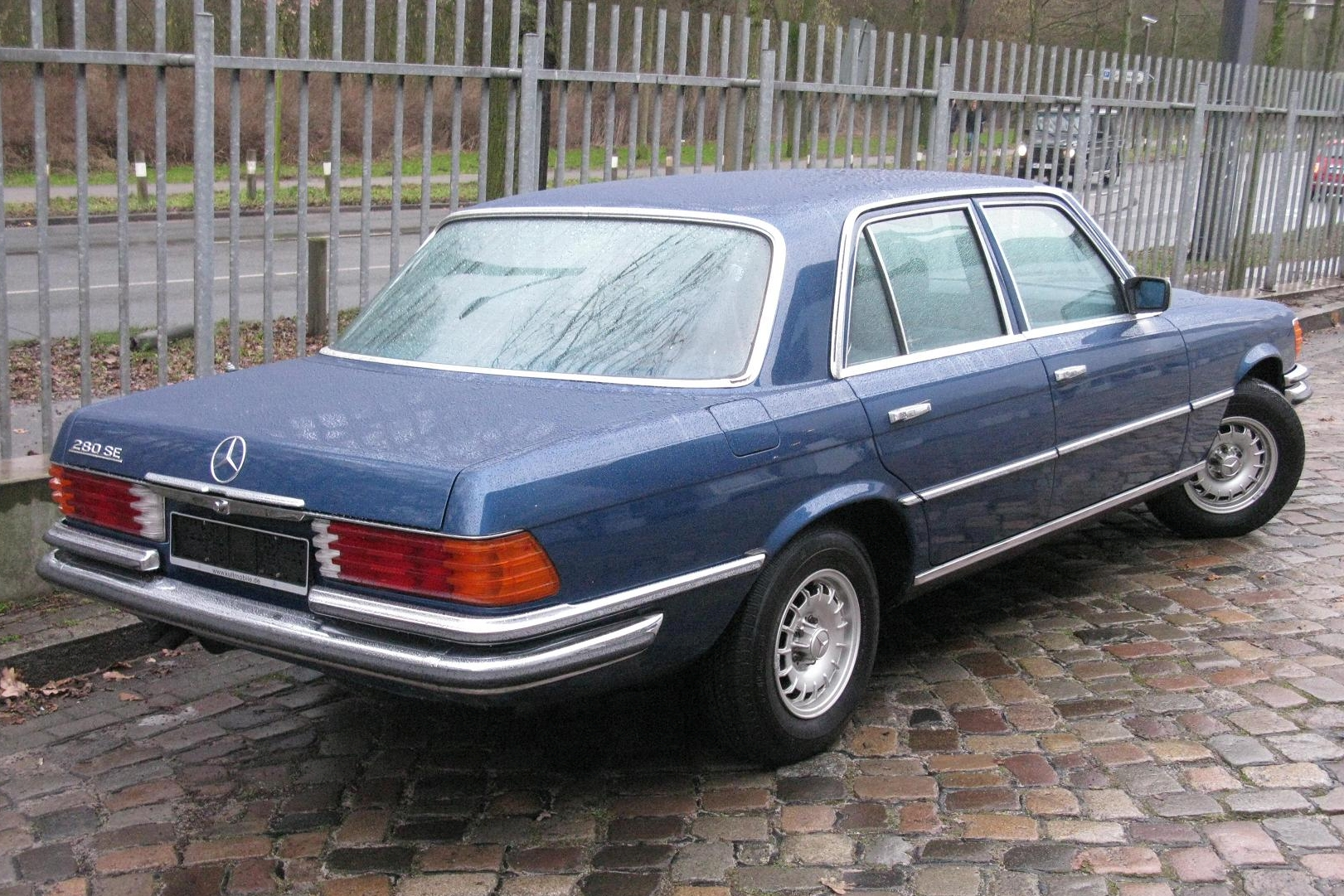
280 SE, Heckansicht
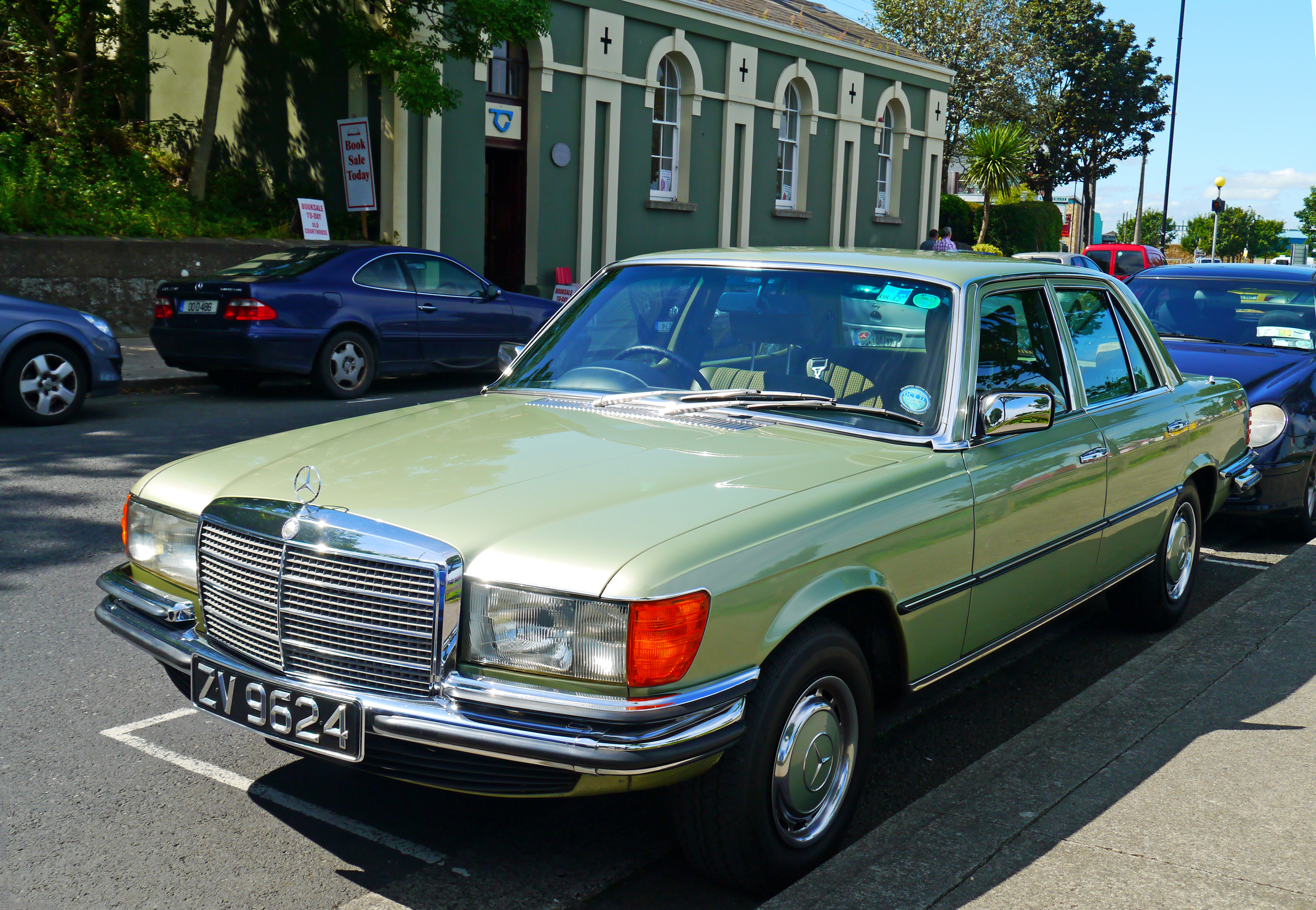
350 SE, Rechtslenker
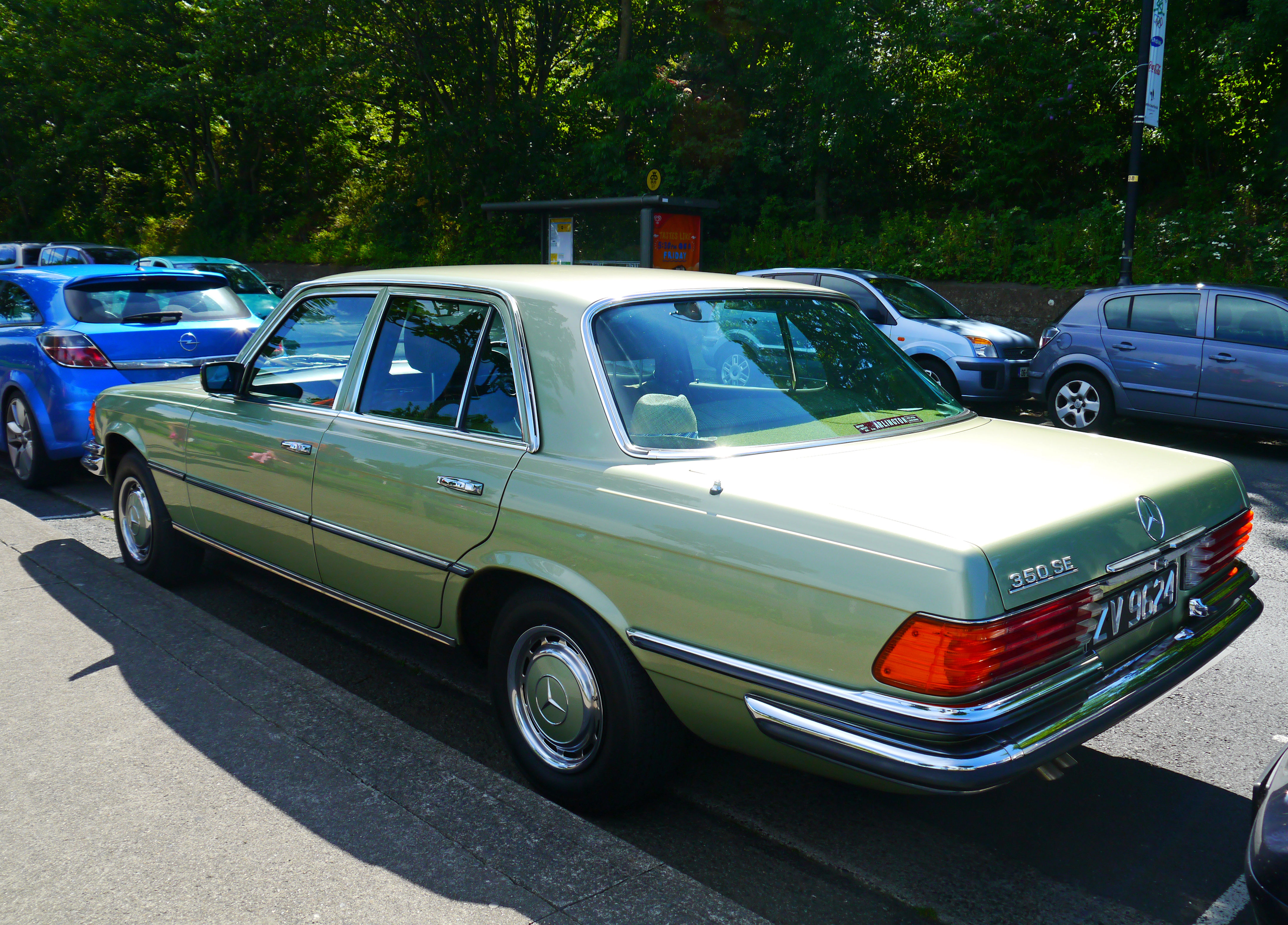
350 SE, Rechtslenker, Heckansicht
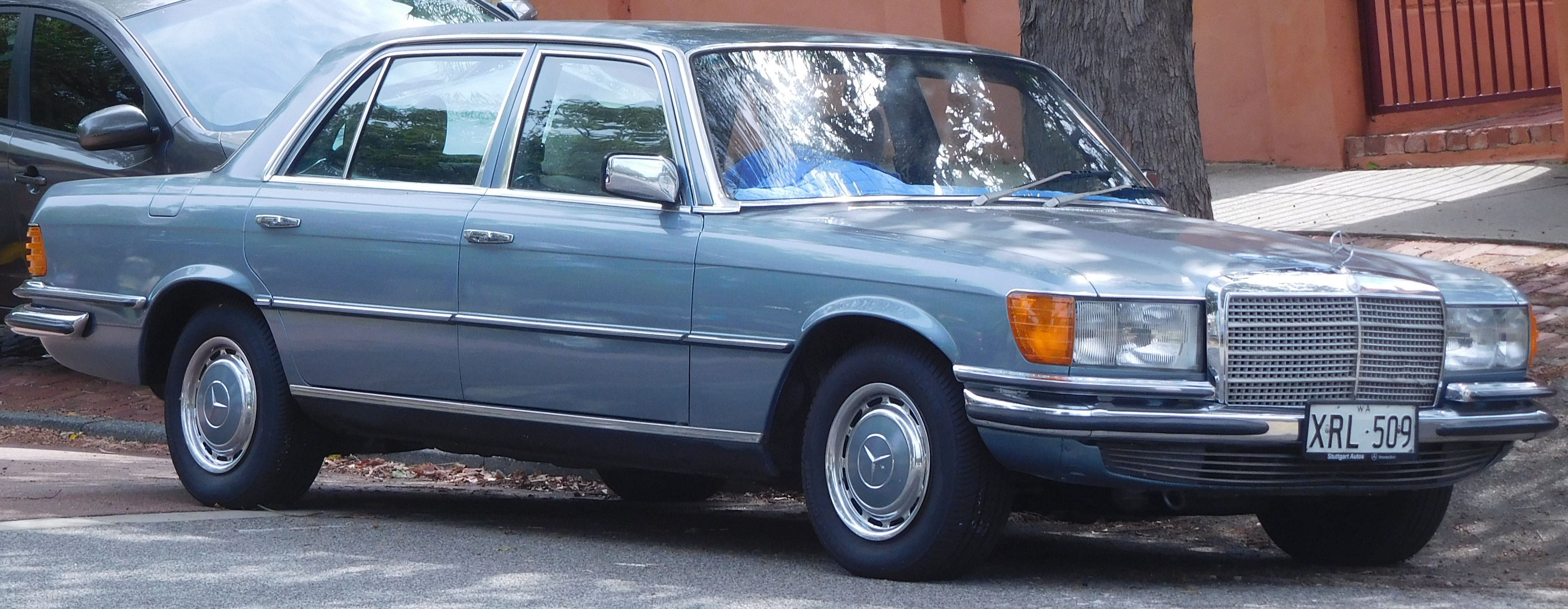
450 SEL
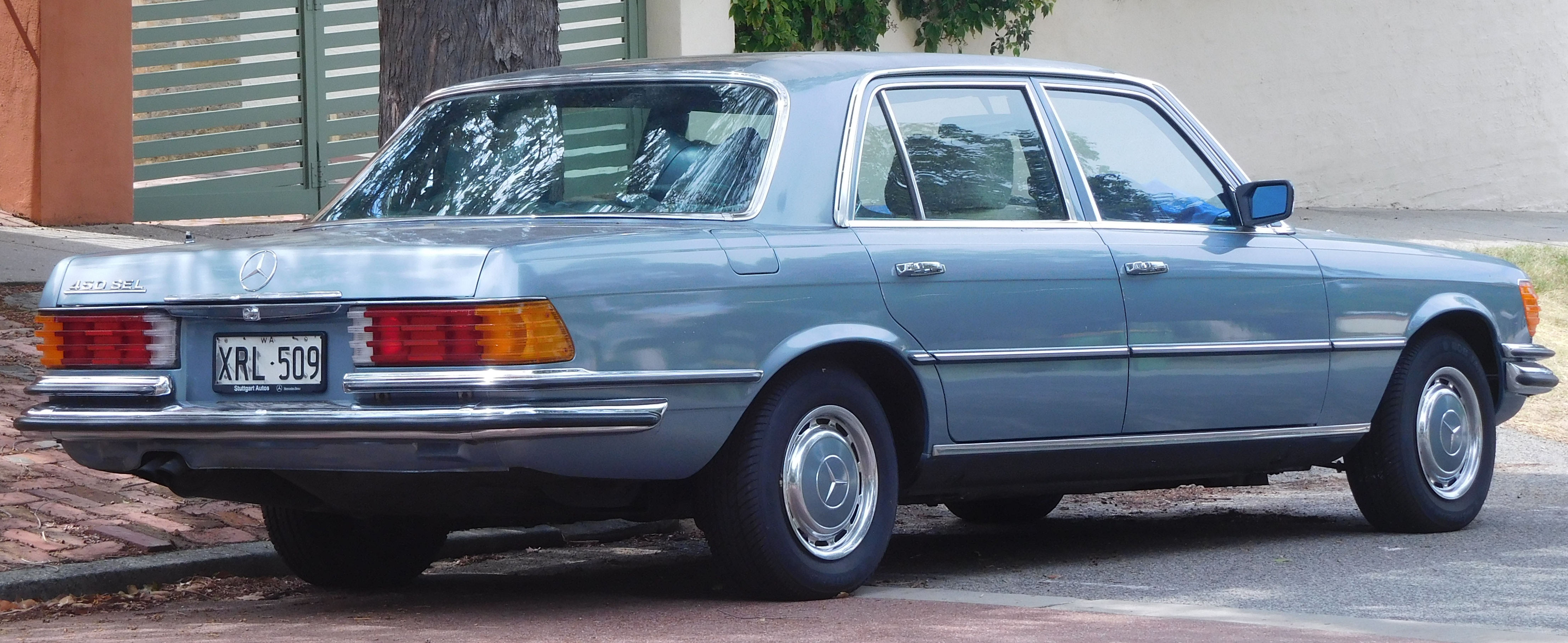
450 SEL, Heckansicht
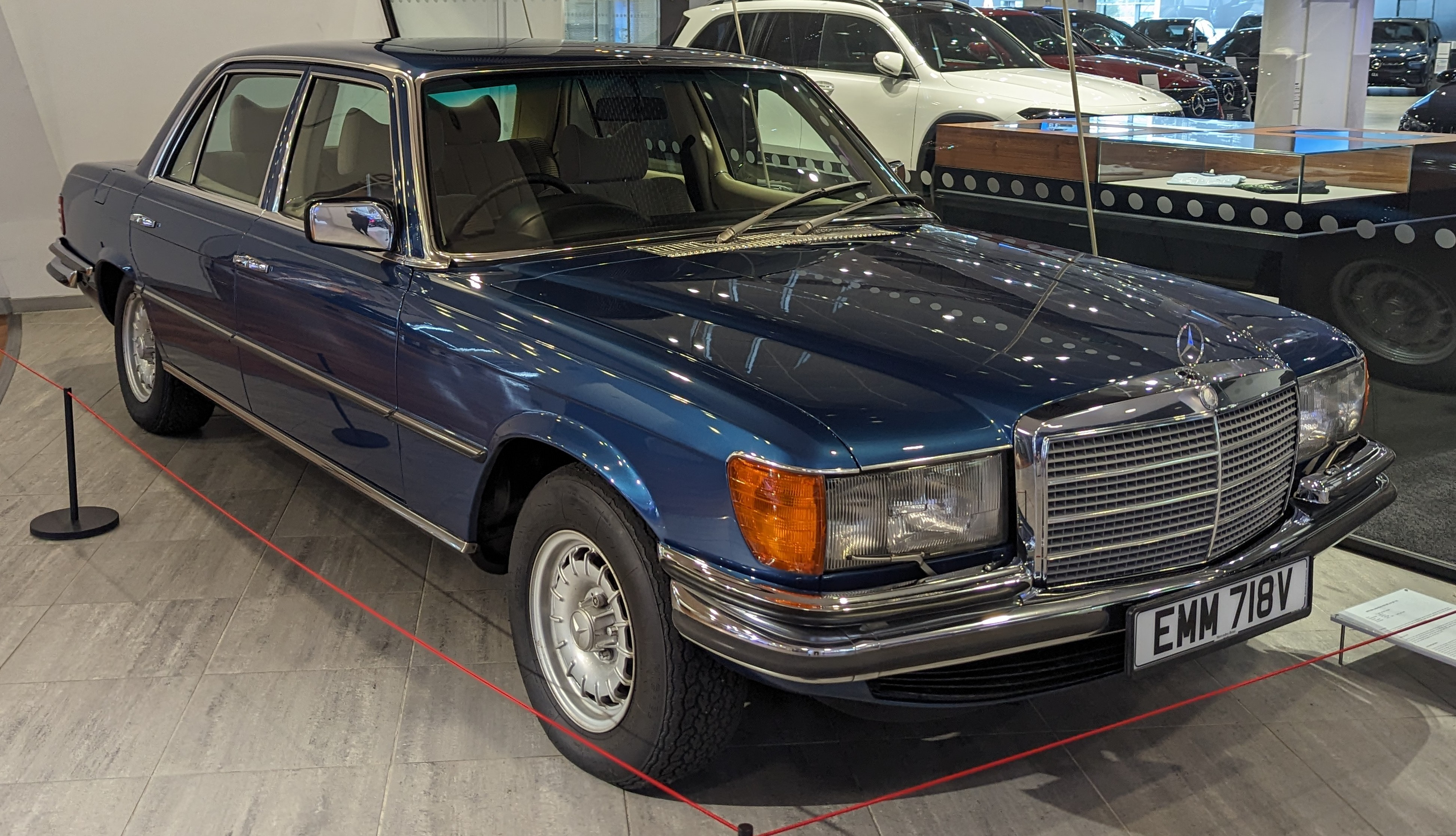
Mercedes 450 SEL 6.9, Rechtslenker
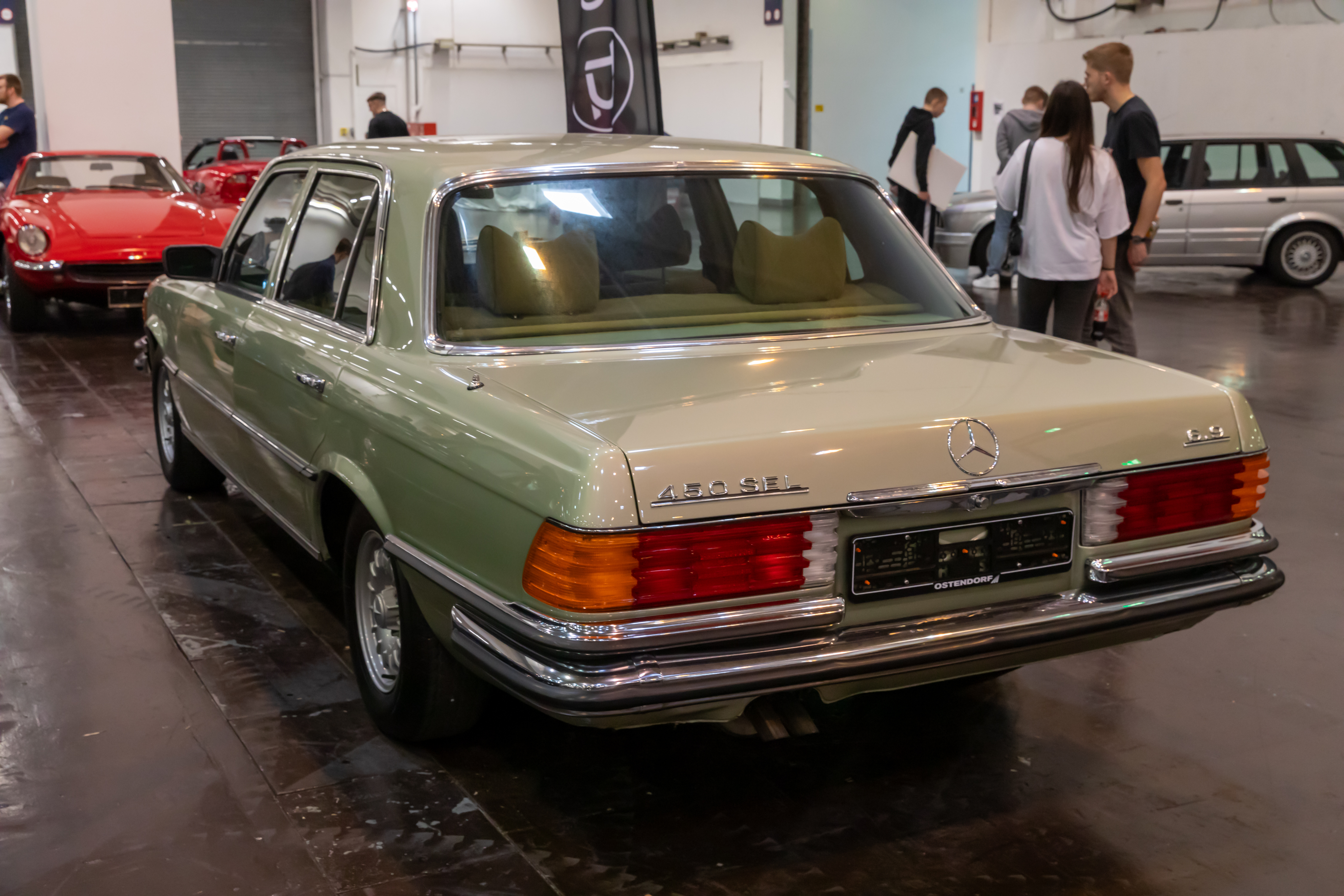
450 SEL 6.9, Heckansicht
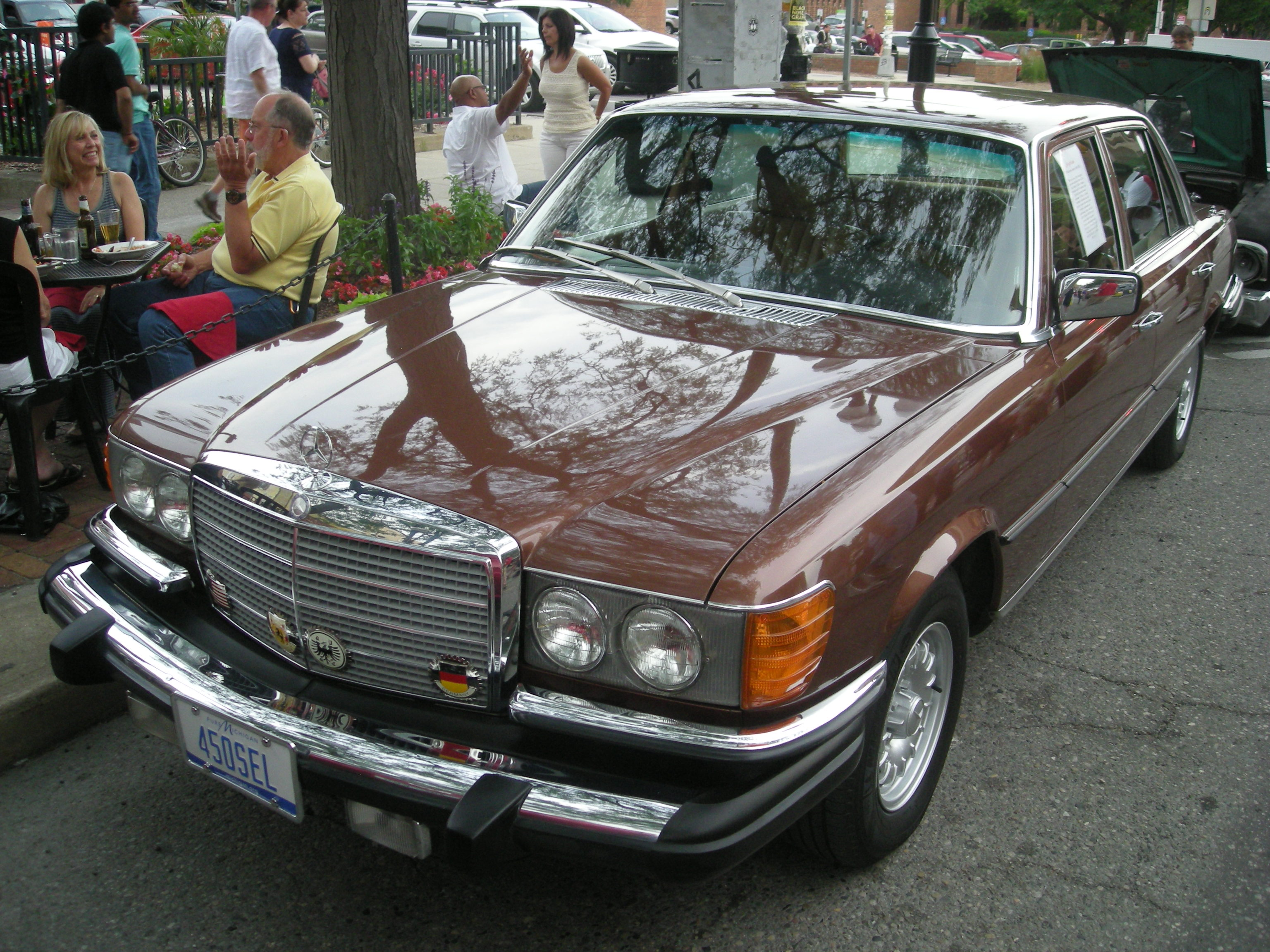
450 SEL, US-Version
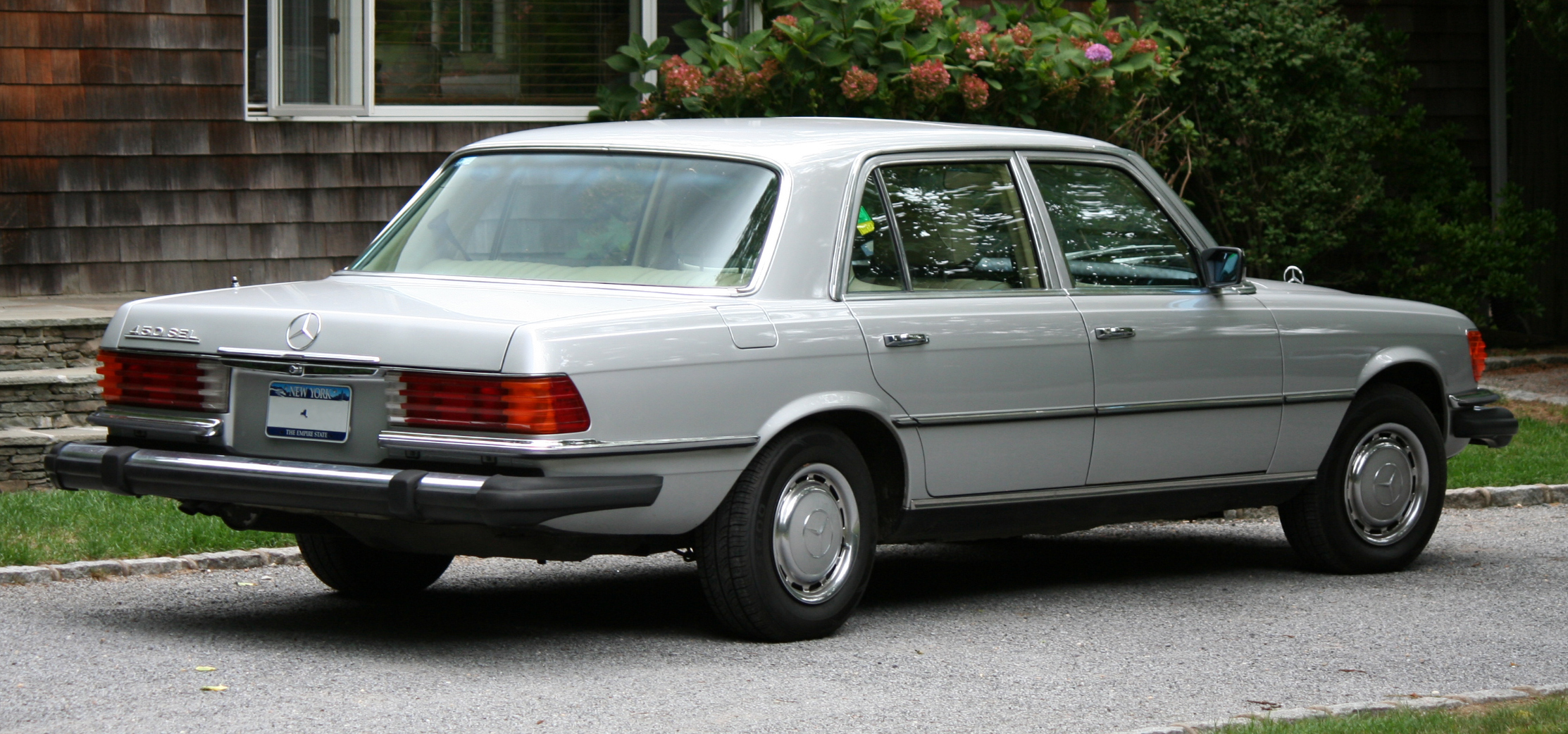
450 SEL, US-Version, Heckansicht
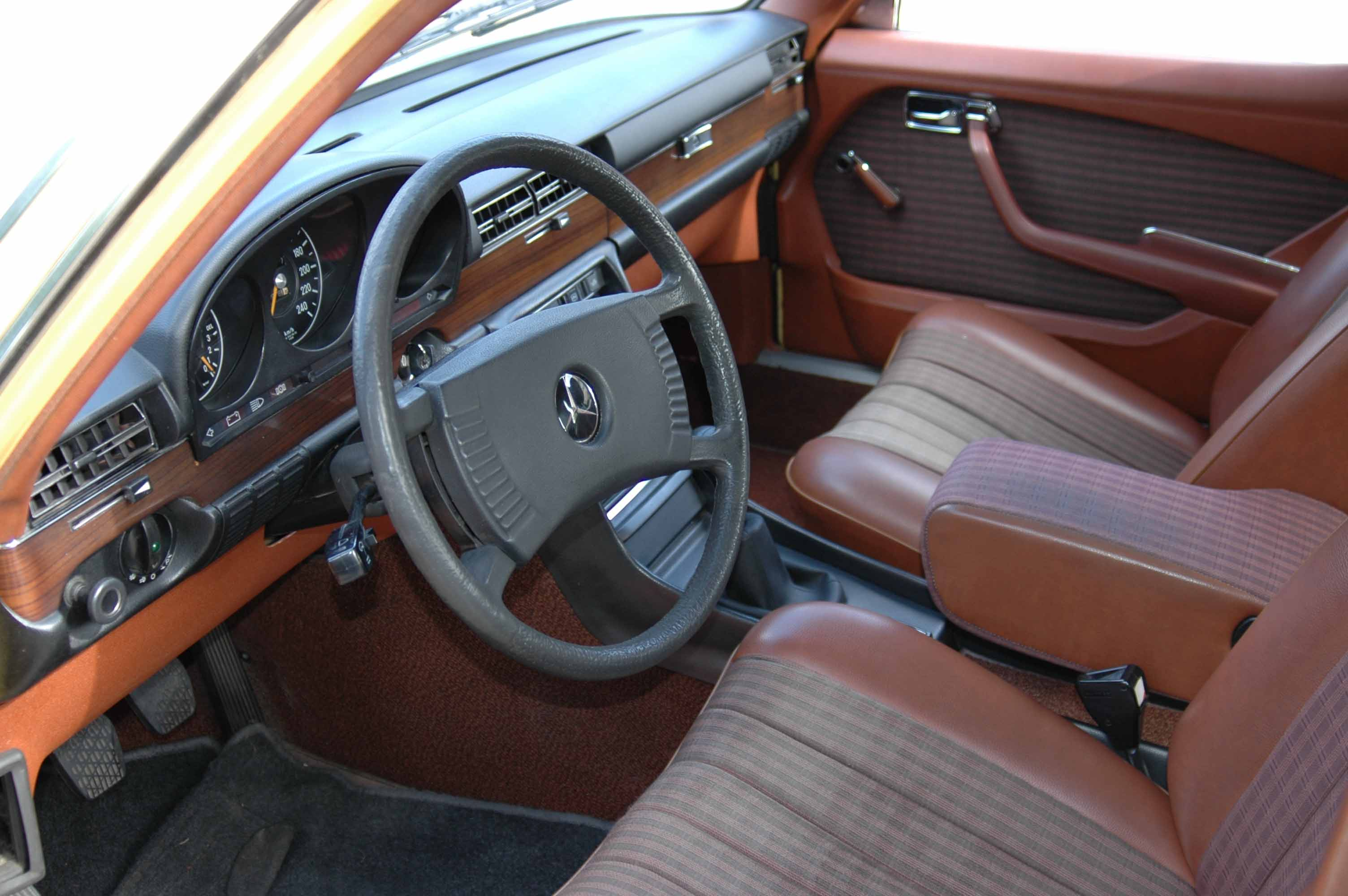
Interieur eines 350 SE

## Modelle

### 280 S/SE/SEL, 350 SE/SEL und 450 SE/SEL

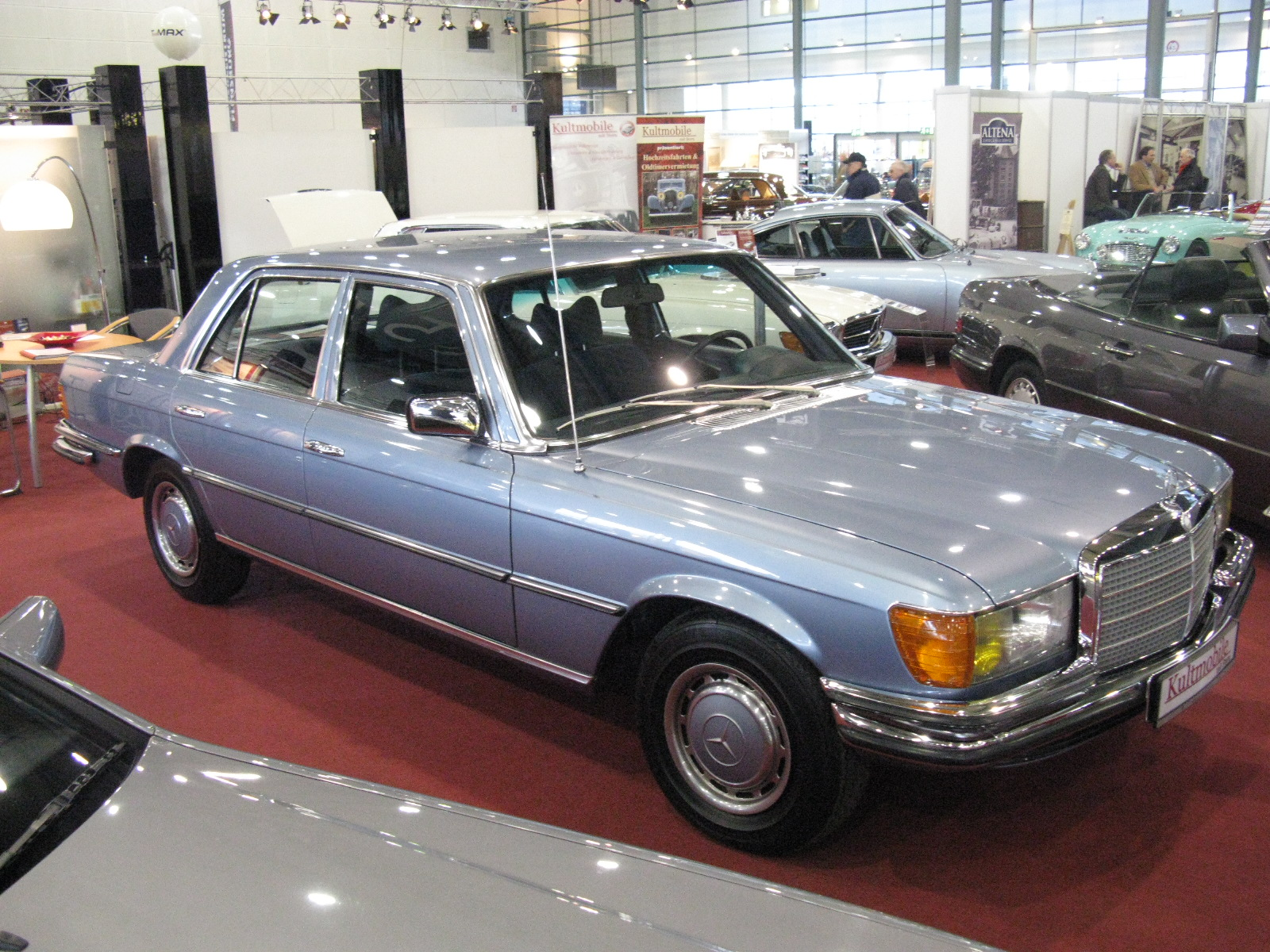
280 SE

Zur Markteinführung im September 1972 wurden die Varianten 280 S, 280 SE und 350 SE angeboten. Im März 1973 wurden die großen Achtzylinder 450 SE und 450 SEL eingeführt. Die Hinterachse der Modelle 450 SE und 450 SEL (sowie des später eingeführten 450 SEL 6.9) war mit Anfahrmomentausgleich und Bremsmomentabstützung ausgerüstet, die Vorderachse mit Bremsnickabstützung. Bei den „SEL“ genannten Langversionen sind Radstand, hinterer Sitzraum und Hintertüren um 10 Zentimeter verlängert. Der 350 SEL folgte im November 1973, der 280 SEL im April 1974.

### 450 SEL 6.9

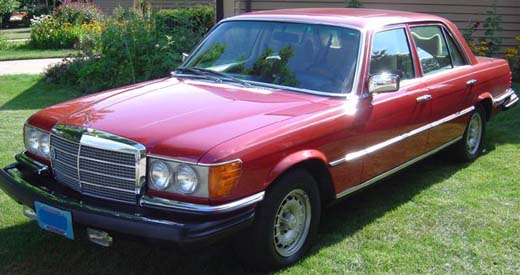
450 SEL 6.9 (US-Version mit Doppelscheinwerfern)

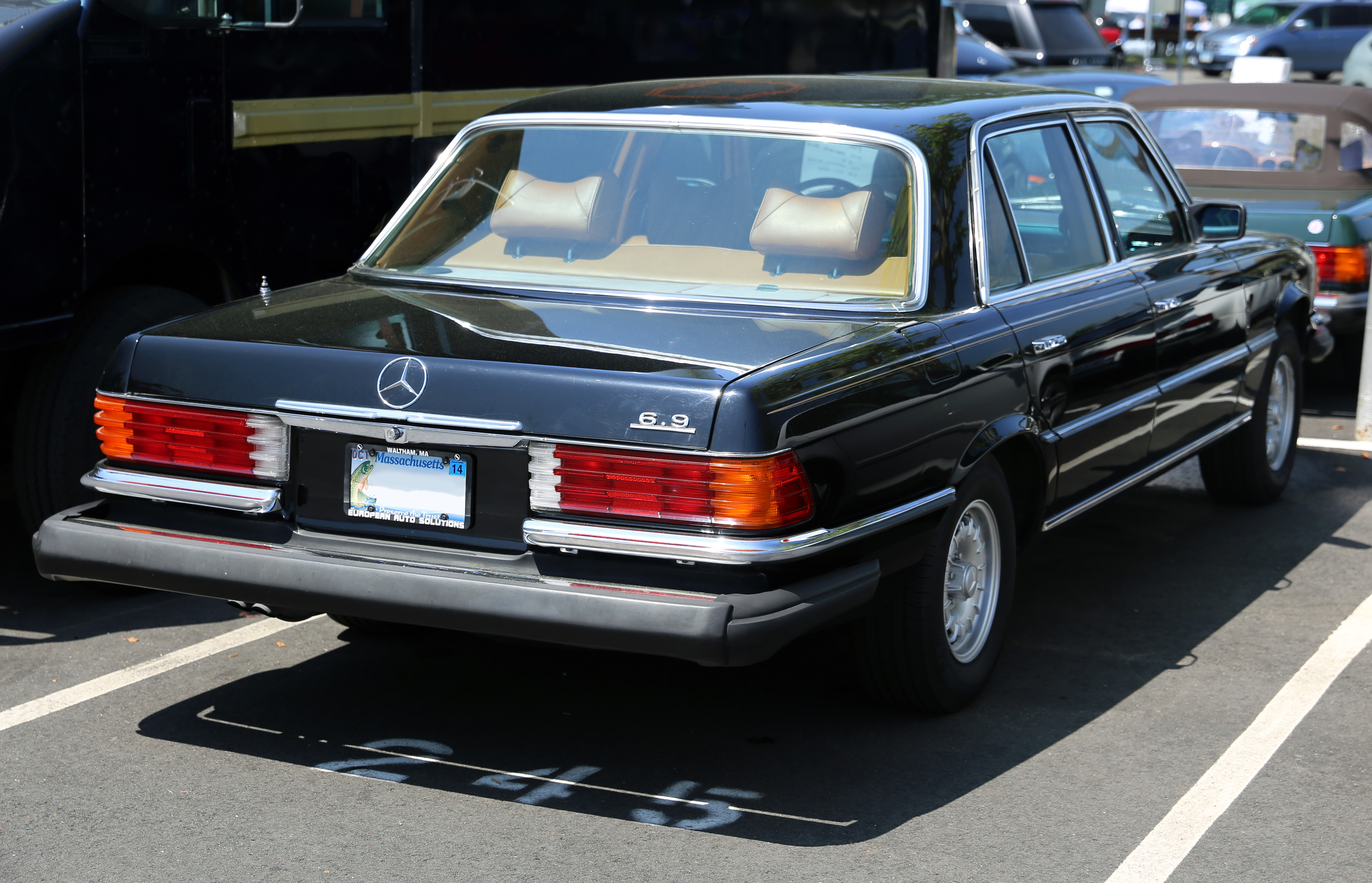
450 SEL 6.9 (US-Version), Heckansicht

Im Mai 1975 wurde der 450 SEL 6.9 präsentiert, die Produktion begann im September 1975. Sein Triebwerk (M 100) war vom Vorgängermodell 300 SEL 6.3 abgeleitet. Der Hubraum war auf 6,8 Liter (6.834  cm³) aufgebohrt. Die Einspritzanlage des 300 SEL 6.3 mit Achtstempel-Einspritzpumpe wurde durch die Bosch K-Jetronic ersetzt. Zudem wurde der Motor mit einer Trockensumpfschmierung versehen.
Die Nennleistung des 450 SEL 6.9 beträgt 210 kW (286 PS), das maximale Drehmoment beträgt 56 mkp (550 N m) bei 3000/min. Über den Drehzahlbereich von 1000 bis 4200 in der Minute fällt das Drehmoment nicht unter 50 mkp (490 N m). Laut Werner Oswald erreicht der 450 SEL 6.9 eine Spitzengeschwindigkeit von 225 km/h. Messungen von auto motor und sport aus dem Jahr 1975 ergaben eine Höchstgeschwindigkeit von 234 km/h und einen Testverbrauch von 23,2 Liter auf 100 Kilometer.
Im Test der Automobil Revue 1976 wurden bei einem Testverbrauch von 19,9 Liter auf 100 Kilometer 0–100 km/h in 7,8 Sekunden, 0–200 km/h in 33,7 Sekunden und eine Höchstgeschwindigkeit von 237 km/h erreicht.
Statt mit der Luftfederung des 300 SEL 6.3 war der 450 SEL 6.9 serienmäßig mit einer Hydropneumatik ausgestattet, wie sie bei einigen Citroën-Modellen verwendet wurde. Äußerlich ist der 450 SEL 6.9 nur anhand der Heckaufschrift und der etwas breiteren Reifen von den schwächeren Modellen der Baureihe 116 zu unterscheiden, Scheinwerfer-Wischer sowie Velourpolster gehörten zur Grundausstattung. In der viereinhalbjährigen Produktionszeit liefen 7380 Fahrzeuge vom Band. 1975 betrug der Grundpreis dieses Spitzenmodells der V 116-Baureihe 69.930 DM, was unter Berücksichtigung der Inflation einer heutigen Kaufkraft von etwa 111.918 Euro entspricht.

### 300 SD

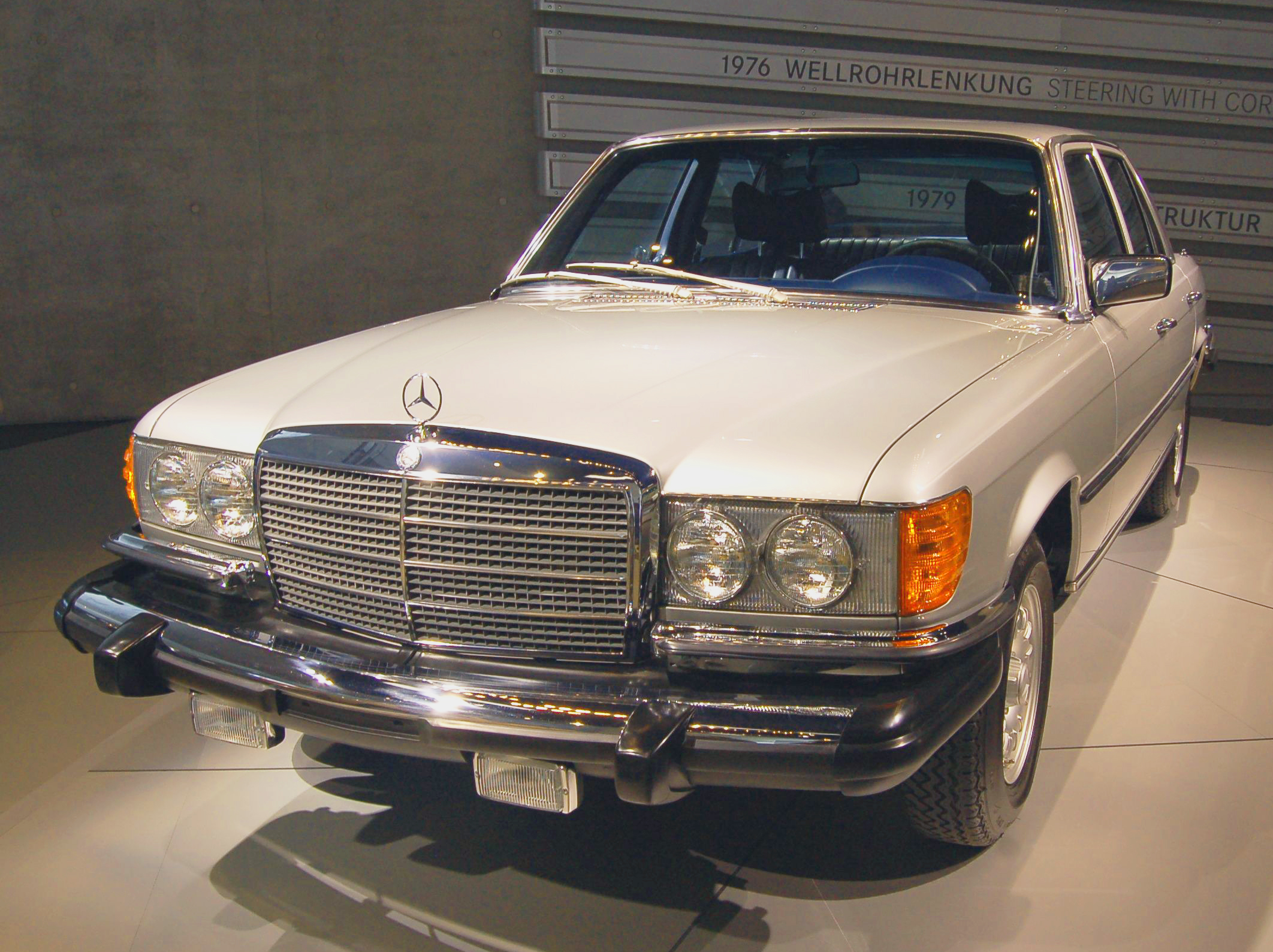
300 SD in der Mercedes-Benz Welt

Im Mai 1978 wurde der 300 SD mit einem Fünfzylinder-Turbodiesel (OM 617) eingeführt. Der 300 SD war Angaben des Mercedes-Benz Museum zufolge der weltweit erste Oberklasse-Pkw mit Dieselmotor sowie der weltweit erste Serien-Pkw mit Turbodiesel. Er wurde ausschließlich in den USA und in Kanada angeboten. Der 300 SD entstand als Reaktion auf die US-amerikanische Corporate Average Fuel Economy von 1975, die den maximalen Flottenverbrauch der Autohersteller in Abhängigkeit von deren Marktanteil festlegte. Laut Mercedes-Benz Museum sei die Daimler-Benz AG davon empfindlich betroffen gewesen, da sie in den USA viele S-Klassen mit relativ hohem Benzinverbrauch verkauft habe. Der 300 SD habe schließlich den Flottenverbrauch gesenkt und alle Verkaufsprognosen übertroffen.

### Sonderschutzfahrzeuge
Aufbauend auf den Erfahrungen, die man bei der Entwicklung des sondergeschützten 280 SEL 3.5 gesammelt hatte, konnte die Schutztechnik weiter verbessert werden. Von den Achtzylindermodellen 350 SE, 350 SEL, 450 SE und 450 SEL wurden insgesamt 292 Stück als Sonderschutz-Fahrzeuge produziert.

### Produktionsende
Im September 1979 wurde der Nachfolger, der W 126 auf der IAA in Frankfurt präsentiert. Seit Dezember 1979 war das Modell erhältlich. Parallel wurden bis September 1980 beide Modellreihen nebeneinander gefertigt. Dies erfolgte vor allem, da der W 126 in den USA noch nicht verfügbar war. Je nach Typ lief die Fertigung erst zwischen April und September 1980 aus. Das letzte Exemplar dieser Modellreihe war ein 300 SD für die USA im September 1980 aus dem Werk Sindelfingen. Insgesamt wurden von dieser Baureihe 473.035 Wagen produziert.

## Preise

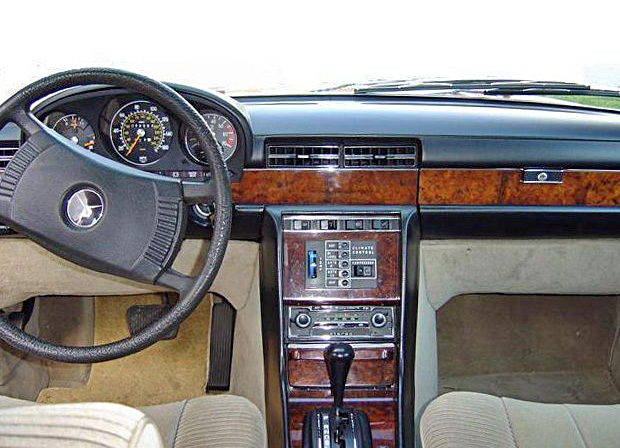
Cockpit mit der damals seltenen Klimaautomatik

Aufgeführt ist der Neupreis in DM. Die Modelle ab 450 SE wurden serienmäßig mit Automatikgetriebe ausgeliefert.
| Modell      | 09/1972 | 03/1973 | 03/1974 | 08/1974 | 02/1975 | 07/1975 | 03/1977 | 04/1978 | 12/1978 | 06/1979 |
| ----------- | ------- | ------- | ------- | ------- | ------- | ------- | ------- | ------- | ------- | ------- |
| 280 S       | 23.800  | 25.000  | 26.200  | 27.300  | 28.900  |         | 30.200  | 31.900  | 33.000  | 34.200  |
| 280 SE      | 25.500  | 26.800  | 28.000  | 29.200  | 30.900  |         | 32.300  | 34.100  | 35.300  | 36.500  |
| 280 SEL     |         |         | 30.700  | 32.000  | 33.300  |         | 34.900  | 36.900  | 37.600  | 38.900  |
| 350 SE      | 28.900  | 30.300  | 31.600  | 33.000  | 34.900  |         | 36.400  | 38.600  | 39.400  | 40.700  |
| 450 SE      |         | 34.000  | 35.500  | 37.000  | 39.200  |         | 40.900  | 43.300  | 44.200  | 45.600  |
| 450 SEL     |         | 38.600  | 40.300  | 42.000  | 44.500  |         | 45.800  | 48.500  | 49.500  | 51.100  |
| 450 SEL 6.9 |         |         |         |         |         | 70.000  | 73.100  | 77.400  | 79.000  | 81.300  |
| Quelle      |         |         |         |         |         |         |         |         |         |         |

## Produktionszahlen

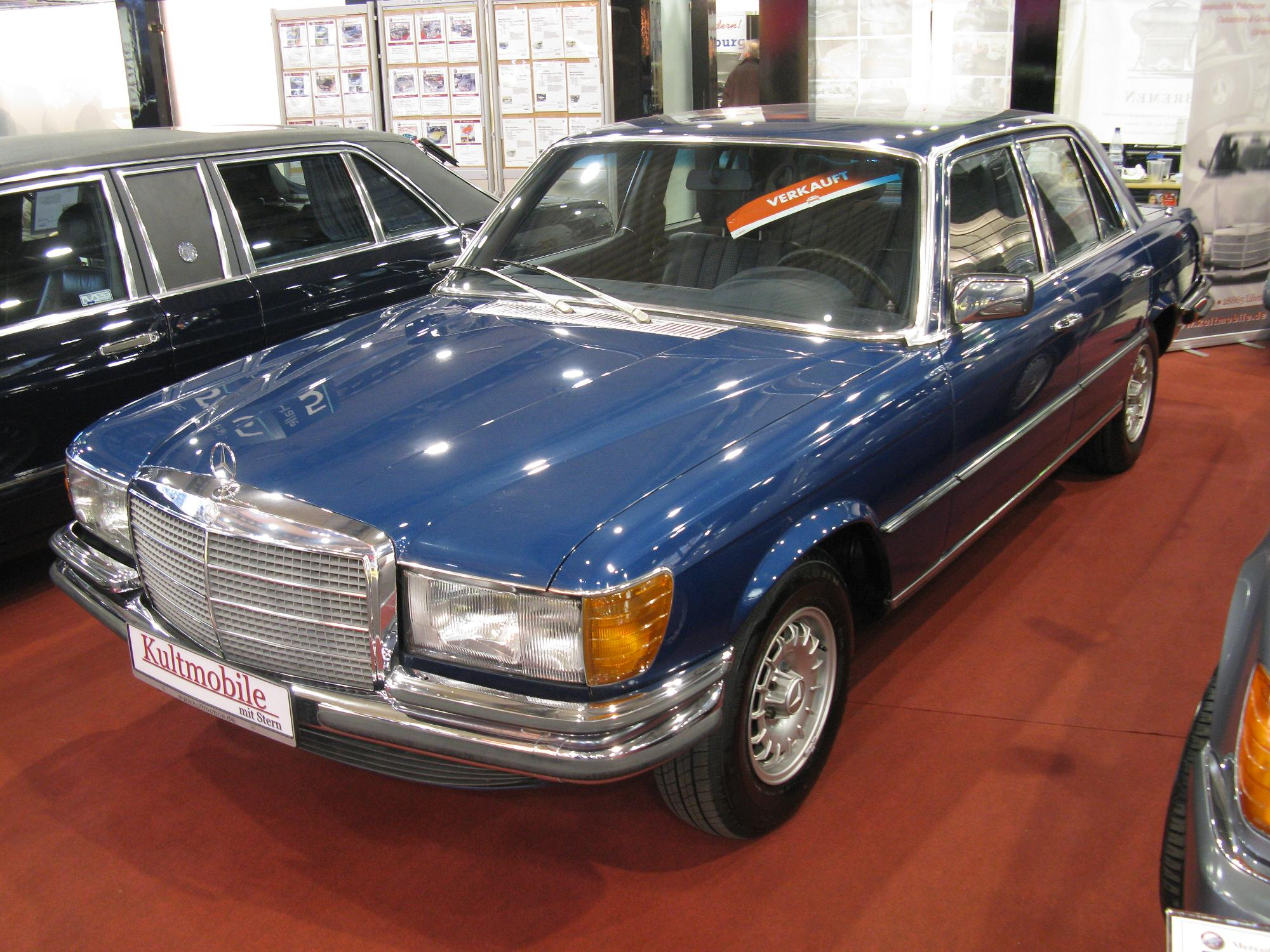
W 116 auf Oldtimermesse

| Modell      | 1972   | 1973   | 1974   | 1975   | 1976   | 1977   | 1978   | 1979   | 1980   | Gesamt  |
| ----------- | ------ | ------ | ------ | ------ | ------ | ------ | ------ | ------ | ------ | ------- |
| 280 S       | 3.787  | 15.340 | 20.808 | 21.996 | 18.031 | 17.080 | 15.307 | 9.208  | 1.291  | 122.848 |
| 280 SE      | 3.735  | 18.266 | 18.634 | 17.376 | 17.968 | 26.903 | 23.571 | 22.568 | 1.572  | 150.593 |
| 280 SEL     |        | 1      | 535    | 716    | 1.042  | 1.295  | 1.622  | 1.551  | 270    | 7.032   |
| 350 SE      | 4.353  | 14.340 | 7.226  | 5.447  | 4.734  | 5.723  | 4.964  | 4.099  | 214    | 51.100  |
| 350 SEL     |        | 58     | 529    | 552    | 718    | 807    | 911    | 653    | 38     | 4.266   |
| 450 SE      | 52     | 13.400 | 7.579  | 4.672  | 5.188  | 4.223  | 3.570  | 2.746  | 174    | 41.604  |
| 450 SEL     | 24     | 6.930  | 8.350  | 6.167  | 9.650  | 10.042 | 8.508  | 8.217  | 1.690  | 59.578  |
| 450 SEL 6.9 |        |        |        | 474    | 1.475  | 1.798  | 1.665  | 1.839  | 129    | 7.380   |
| 300 SD      |        |        |        |        |        | 51     | 5.970  | 13.194 | 9.419  | 28.634  |
| Quelle      | Quelle | Quelle | Quelle | Quelle | Quelle | Quelle | Quelle | Quelle | Quelle | 473.035 |

## Technische Daten

### Sechszylinder-Ottomotoren

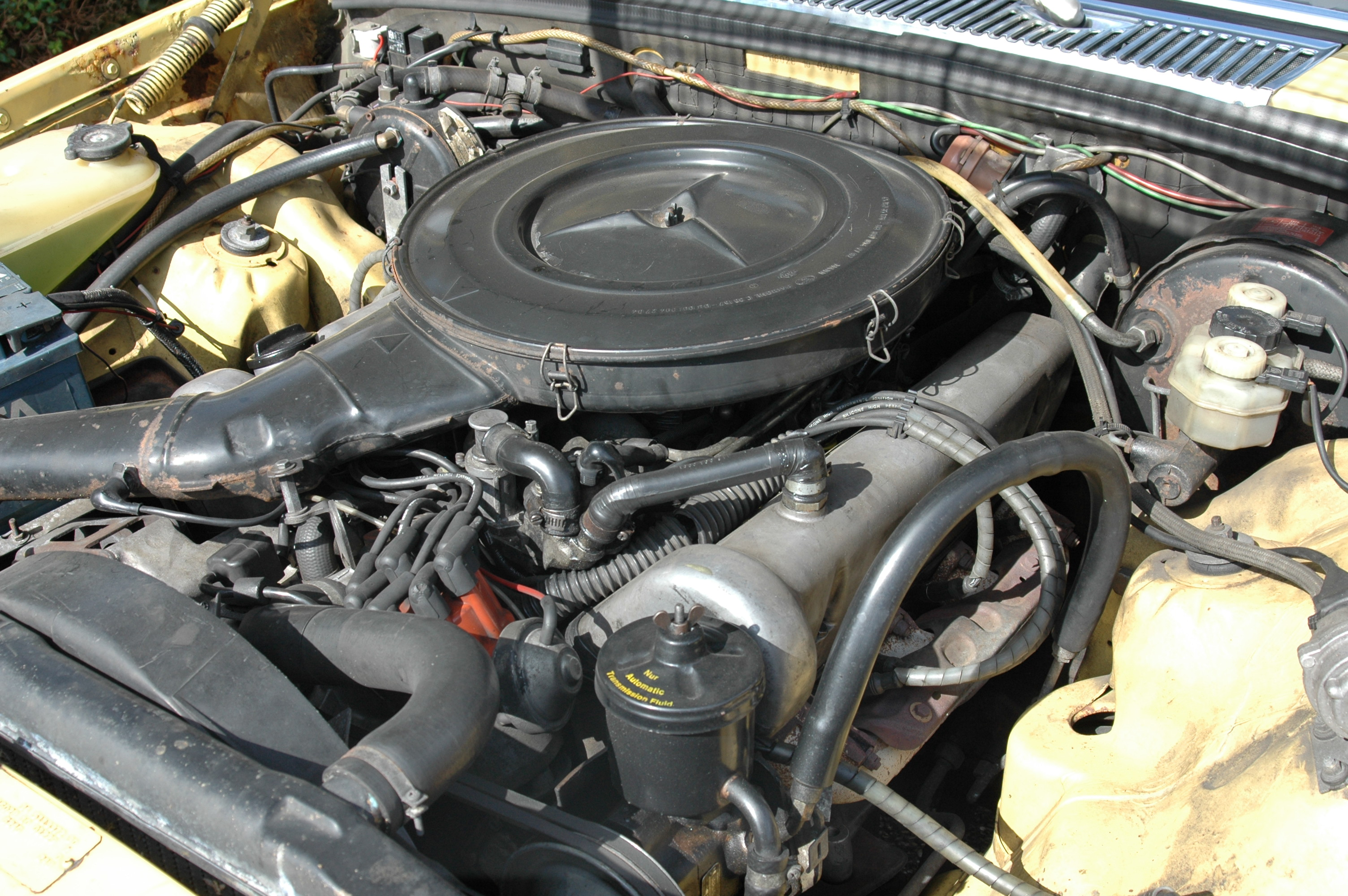
M 116 im 350 SE

| Kenngrößen                     | 280 S                                             | 280 S                                             | 280 SE/SEL                                                                              | 280 SE/SEL                                                                              | 280 SE/SEL                                                                              |
| Konstruktionsbezeichnung       | W 116 V 28                                        | W 116 V 28                                        | W 116 E 28/V 116 E 28                                                                   | W 116 E 28/V 116 E 28                                                                   | W 116 E 28/V 116 E 28                                                                   |
| Baumuster                      | 116.020                                           | 116.020                                           | 116.024/116.025                                                                         | 116.024/116.025                                                                         | 116.024/116.025                                                                         |
| Bauzeitraum                    | 1972–1976                                         | 1976–1980                                         | 1972–1976                                                                               | 1976–1978                                                                               | 1978–1980                                                                               |
| Motorkenndaten                 |                                                   |                                                   |                                                                                         |                                                                                         |                                                                                         |
| Motortyp                       | R6-Ottomotor                                      | R6-Ottomotor                                      | R6-Ottomotor                                                                            | R6-Ottomotor                                                                            | R6-Ottomotor                                                                            |
| Kühlung                        | Wasserkühlung                                     | Wasserkühlung                                     | Wasserkühlung                                                                           | Wasserkühlung                                                                           | Wasserkühlung                                                                           |
| Ventilsteuerung                | DOHC, Kette                                       | DOHC, Kette                                       | DOHC, Kette                                                                             | DOHC, Kette                                                                             | DOHC, Kette                                                                             |
| Anzahl Ventile pro Zylinder    | 2                                                 | 2                                                 | 2                                                                                       | 2                                                                                       | 2                                                                                       |
| Motoraufladung                 | —                                                 | —                                                 | —                                                                                       | —                                                                                       | —                                                                                       |
| Hubraum                        | 2746 cm³                                          | 2746 cm³                                          | 2746 cm³                                                                                | 2746 cm³                                                                                | 2746 cm³                                                                                |
| Bohrung × Hub                  | 86,0 × 78,8 mm                                    | 86,0 × 78,8 mm                                    | 86,0 × 78,8 mm                                                                          | 86,0 × 78,8 mm                                                                          | 86,0 × 78,8 mm                                                                          |
| Motorbezeichnung * / Baumuster | M 110 V 28 / 110.922                              | M 110 V 28 / 110.922                              | M 110 E 28 / 110.983                                                                    | M 110 E 28 / 110.985                                                                    | M 110 E 28 / 110.985                                                                    |
| Gemischaufbereitung            | 1 Doppel-Register-Fallstromvergaser Solex 4A1     | 1 Doppel-Register-Fallstromvergaser Solex 4A1     | Elektronisch geregelte intermittierende Mehrpunkt-Saugrohreinspritzung Bosch D-Jetronic | Elektrisch angetriebene kontinuierliche Mehrpunkt-Saugrohreinspritzung Bosch K-Jetronic | Elektrisch angetriebene kontinuierliche Mehrpunkt-Saugrohreinspritzung Bosch K-Jetronic |
| Verdichtungsverhältnis         | 9,0:1                                             | 8,7:1                                             | 9,0:1                                                                                   | 8,7:1                                                                                   | 8,7:1                                                                                   |
| Leistung                       | 118 kW (160 PS) bei 5500/min                      | 115 kW (156 PS) bei 5500/min                      | 136 kW (185 PS) bei 6000/min                                                            | 130 kW (177 PS) bei 6000/min                                                            | 136 kW (185 PS) bei 5800/min                                                            |
| Max. Drehmoment                | 225,6 Nm bei 4000/min                             | 222,6 Nm bei 4000/min                             | 238,3 Nm bei 4500/min                                                                   | 233,4 Nm bei 4500/min                                                                   | 240,3 Nm bei 4500/min                                                                   |
| Kraftübertragung               |                                                   |                                                   |                                                                                         |                                                                                         |                                                                                         |
| Antrieb                        | Hinterradantrieb                                  | Hinterradantrieb                                  | Hinterradantrieb                                                                        | Hinterradantrieb                                                                        | Hinterradantrieb                                                                        |
| Getriebe, serienmäßig          | 4-Gang-Schaltgetriebe                             | 4-Gang-Schaltgetriebe                             | 4-Gang-Schaltgetriebe                                                                   | 4-Gang-Schaltgetriebe                                                                   | 4-Gang-Schaltgetriebe                                                                   |
| Getriebe, optional             | 5-Gang-Schaltgetriebe/ 4-Stufen-Automatikgetriebe | 5-Gang-Schaltgetriebe/ 4-Stufen-Automatikgetriebe | 5-Gang-Schaltgetriebe/ 4-Stufen-Automatikgetriebe                                       | 5-Gang-Schaltgetriebe/ 4-Stufen-Automatikgetriebe                                       | 5-Gang-Schaltgetriebe/ 4-Stufen-Automatikgetriebe                                       |
| Messwerte                      |                                                   |                                                   |                                                                                         |                                                                                         |                                                                                         |
| Höchstgeschwindigkeit          | 190 km/h (185 km/h)                               | 190 km/h (185 km/h)                               | 200 km/h (195 km/h)                                                                     | 200 km/h (195 km/h)                                                                     | 200 km/h (195 km/h)                                                                     |
| Beschleunigung, 0–100 km/h     | 11,5 s (12,3 s)                                   | 11,5 s (12,3 s)                                   | 10,5 s (11,3 s)                                                                         | 10,5 s (11,3 s)                                                                         | 10,5 s (11,3 s)                                                                         |
| Kraftstoffverbrauch DIN 70030  | 12,5 l Super                                      | 12,5 l Super                                      | 12,5 l Super                                                                            | 12,5 l Super                                                                            | 12,5 l Super                                                                            |
| Belege                         |                                                   |                                                   |                                                                                         |                                                                                         |                                                                                         |

### Achtzylinder-Ottomotoren
| Kenngrößen                     | 350 SE/SEL                                                                              | 350 SE/SEL                                                                              | 350 SE/SEL                                                                              | 450 SE/SEL                                                                              | 450 SE/SEL                                                                              | 450 SE/SEL                                                                              | 450 SEL 6.9                                                                             |
| Konstruktionsbezeichnung       | W 116 E 35/V 116 E 35                                                                   | W 116 E 35/V 116 E 35                                                                   | W 116 E 35/V 116 E 35                                                                   | W 116 E 45/V 116 E 45                                                                   | W 116 E 45/V 116 E 45                                                                   | W 116 E 45/V 116 E 45                                                                   | V 116 E 69                                                                              |
| Baumuster                      | 116.028/116.029                                                                         | 116.028/116.029                                                                         | 116.028/116.029                                                                         | 116.032/116.033                                                                         | 116.032/116.033                                                                         | 116.032/116.033                                                                         | 116.036                                                                                 |
| Bauzeitraum                    | 1972–1976                                                                               | 1976–1978                                                                               | 1978–1980                                                                               | 1972–1975                                                                               | 1975–1978                                                                               | 1978–1980                                                                               | 1975–1980                                                                               |
| Motorkenndaten                 |                                                                                         |                                                                                         |                                                                                         |                                                                                         |                                                                                         |                                                                                         |                                                                                         |
| Motortyp                       | V8-Ottomotor                                                                            | V8-Ottomotor                                                                            | V8-Ottomotor                                                                            | V8-Ottomotor                                                                            | V8-Ottomotor                                                                            | V8-Ottomotor                                                                            | V8-Ottomotor                                                                            |
| Kühlung                        | Wasserkühlung                                                                           | Wasserkühlung                                                                           | Wasserkühlung                                                                           | Wasserkühlung                                                                           | Wasserkühlung                                                                           | Wasserkühlung                                                                           | Wasserkühlung                                                                           |
| Ventilsteuerung                | OHC, Kette                                                                              | OHC, Kette                                                                              | OHC, Kette                                                                              | OHC, Kette                                                                              | OHC, Kette                                                                              | OHC, Kette                                                                              | OHC, Kette                                                                              |
| Anzahl Ventile pro Zylinder    | 2                                                                                       | 2                                                                                       | 2                                                                                       | 2                                                                                       | 2                                                                                       | 2                                                                                       | 2                                                                                       |
| Motoraufladung                 | —                                                                                       | —                                                                                       | —                                                                                       | —                                                                                       | —                                                                                       | —                                                                                       | —                                                                                       |
| Motorbezeichnung * / Baumuster | M 116 E 35 / 116.983                                                                    | M 116 E 35 / 116.983                                                                    | M 116 E 35 / 116.983                                                                    | M 117 E 45 / 117.983                                                                    | M 117 E 45 / 117.986                                                                    | M 117 E 45 / 117.986                                                                    | M 100 E 69 / 100.985                                                                    |
| Hubraum                        | 3499 cm³                                                                                | 3499 cm³                                                                                | 3499 cm³                                                                                | 4520 cm³                                                                                | 4520 cm³                                                                                | 4520 cm³                                                                                | 6834 cm³                                                                                |
| Bohrung × Hub                  | 92,0 × 65,8 mm                                                                          | 92,0 × 65,8 mm                                                                          | 92,0 × 65,8 mm                                                                          | 92,0 × 85,0 mm                                                                          | 92,0 × 85,0 mm                                                                          | 92,0 × 85,0 mm                                                                          | 107,0 × 95,0 mm                                                                         |
| Gemischaufbereitung            | Elektronisch geregelte intermittierende Mehrpunkt-Saugrohreinspritzung Bosch D-Jetronic | Elektrisch angetriebene kontinuierliche Mehrpunkt-Saugrohreinspritzung Bosch K-Jetronic | Elektrisch angetriebene kontinuierliche Mehrpunkt-Saugrohreinspritzung Bosch K-Jetronic | Elektronisch geregelte intermittierende Mehrpunkt-Saugrohreinspritzung Bosch D-Jetronic | Elektrisch angetriebene kontinuierliche Mehrpunkt-Saugrohreinspritzung Bosch K-Jetronic | Elektrisch angetriebene kontinuierliche Mehrpunkt-Saugrohreinspritzung Bosch K-Jetronic | Elektrisch angetriebene kontinuierliche Mehrpunkt-Saugrohreinspritzung Bosch K-Jetronic |
| Verdichtungsverhältnis         | 9,5:1                                                                                   | 9,0:1                                                                                   | 9,0:1                                                                                   | 8,8:1                                                                                   | 8,8:1                                                                                   | 8,8:1                                                                                   | 8,8:1                                                                                   |
| Leistung                       | 147 kW (200 PS) bei 5800/min                                                            | 143 kW (195 PS) bei 5500/min                                                            | 151 kW (205 PS) bei 5750/min                                                            | 165 kW (225 PS) bei 5000/min                                                            | 160 kW (218 PS) bei 5000/min                                                            | 165 kW (225 PS) bei 5000/min                                                            | 210 kW (286 PS) bei 4250/min                                                            |
| Max. Drehmoment                | 286,4 Nm bei 4000/min                                                                   | 274,6 Nm bei 4000/min                                                                   | 284,4 Nm bei 4000/min                                                                   | 377,6 Nm bei 3000/min                                                                   | 359,9 Nm bei 3250/min                                                                   | 367,7 Nm bei 3250/min                                                                   | 549,2 Nm bei 3000/min                                                                   |
| Kraftübertragung               |                                                                                         |                                                                                         |                                                                                         |                                                                                         |                                                                                         |                                                                                         |                                                                                         |
| Antrieb                        | Hinterradantrieb                                                                        | Hinterradantrieb                                                                        | Hinterradantrieb                                                                        | Hinterradantrieb                                                                        | Hinterradantrieb                                                                        | Hinterradantrieb                                                                        | Hinterradantrieb                                                                        |
| Getriebe, serienmäßig          | 4-Gang-Schaltgetriebe                                                                   | 4-Gang-Schaltgetriebe                                                                   | 4-Gang-Schaltgetriebe                                                                   | 3-Stufen-Automatikgetriebe                                                              | 3-Stufen-Automatikgetriebe                                                              | 3-Stufen-Automatikgetriebe                                                              | 3-Stufen-Automatikgetriebe                                                              |
| Getriebe, optional             | 3-Stufen-Automatikgetriebe                                                              | 3-Stufen-Automatikgetriebe                                                              | 3-Stufen-Automatikgetriebe                                                              | —                                                                                       | —                                                                                       | —                                                                                       | —                                                                                       |
| Messwerte                      |                                                                                         |                                                                                         |                                                                                         |                                                                                         |                                                                                         |                                                                                         |                                                                                         |
| Höchstgeschwindigkeit          | 205 km/h (200 km/h)                                                                     | 205 km/h (200 km/h)                                                                     | 205 km/h (200 km/h)                                                                     | 210 km/h                                                                                | 210 km/h                                                                                | 210 km/h                                                                                | 225 km/h                                                                                |
| Beschleunigung, 0–100 km/h     | 9,5 s (10,3 s)                                                                          | 9,5 s (10,3 s)                                                                          | 9,5 s (10,3 s)                                                                          | 9,3 s/9,9 s                                                                             | 9,3 s/9,9 s                                                                             | 9,3 s/9,9 s                                                                             | 7,4 s                                                                                   |
| Kraftstoffverbrauch auf 100 km | 13,0 l Super                                                                            | 13,0 l Super                                                                            | 13,0 l Super                                                                            | 14,5 l Super                                                                            | 14,5 l Super                                                                            | 14,5 l Super                                                                            | 16,0 l Super                                                                            |
| Belege                         |                                                                                         |                                                                                         |                                                                                         |                                                                                         |                                                                                         |                                                                                         |                                                                                         |

### Fünfzylinder-Dieselmotor
| Kenngrößen                     | 300 SD                                                                     |
| Konstruktionsbezeichnung       | W 116 D 30 A                                                               |
| Baumuster                      | 116.120                                                                    |
| Bauzeitraum                    | 1977–1980                                                                  |
| Motorkenndaten                 |                                                                            |
| Motorbezeichnung * / Baumuster | OM 617 D 30 A / 617.950                                                    |
| Motortyp                       | R5-Dieselmotor                                                             |
| Anzahl Ventile pro Zylinder    | 2                                                                          |
| Ventilsteuerung                | OHC, Kette                                                                 |
| Motoraufladung                 | Turbolader                                                                 |
| Kühlung                        | Wasserkühlung                                                              |
| Hubraum                        | 2998 cm³                                                                   |
| Bohrung × Hub                  | 91,0 × 92,4 mm; ab 10/79: 90,9 × 92,4 mm                                   |
| Gemischaufbereitung            | Vorkammereinspritzung, Bosch 5-Stempel-Reiheneinspritzpumpe                |
| Verdichtungsverhältnis         | 21,5:1                                                                     |
| Leistung                       | 82 kW (111 PS) bei 4200/min; ab 10/79: 89 kW (121 PS) bei 4350/min         |
| Max. Drehmoment                | 228 N·m (23,2 mkp) bei 2400/min; ab 10/79: 230 N·m (23,5 mkp) bei 2400/min |
| Kraftübertragung               |                                                                            |
| Antrieb                        | Hinterradantrieb                                                           |
| Getriebe                       | 4-Stufen-Automatikgetriebe                                                 |
| Messwerte                      |                                                                            |
| Höchstgeschwindigkeit          | 165 km/h; ab 10/79: 170 km/h                                               |
| Beschleunigung, 0–100 km/h     | 17,0 s; ab 10/79: 16,2 s                                                   |
| Kraftstoffverbrauch DIN 70030  | 10,6 l Diesel                                                              |
| Belege                         |                                                                            |

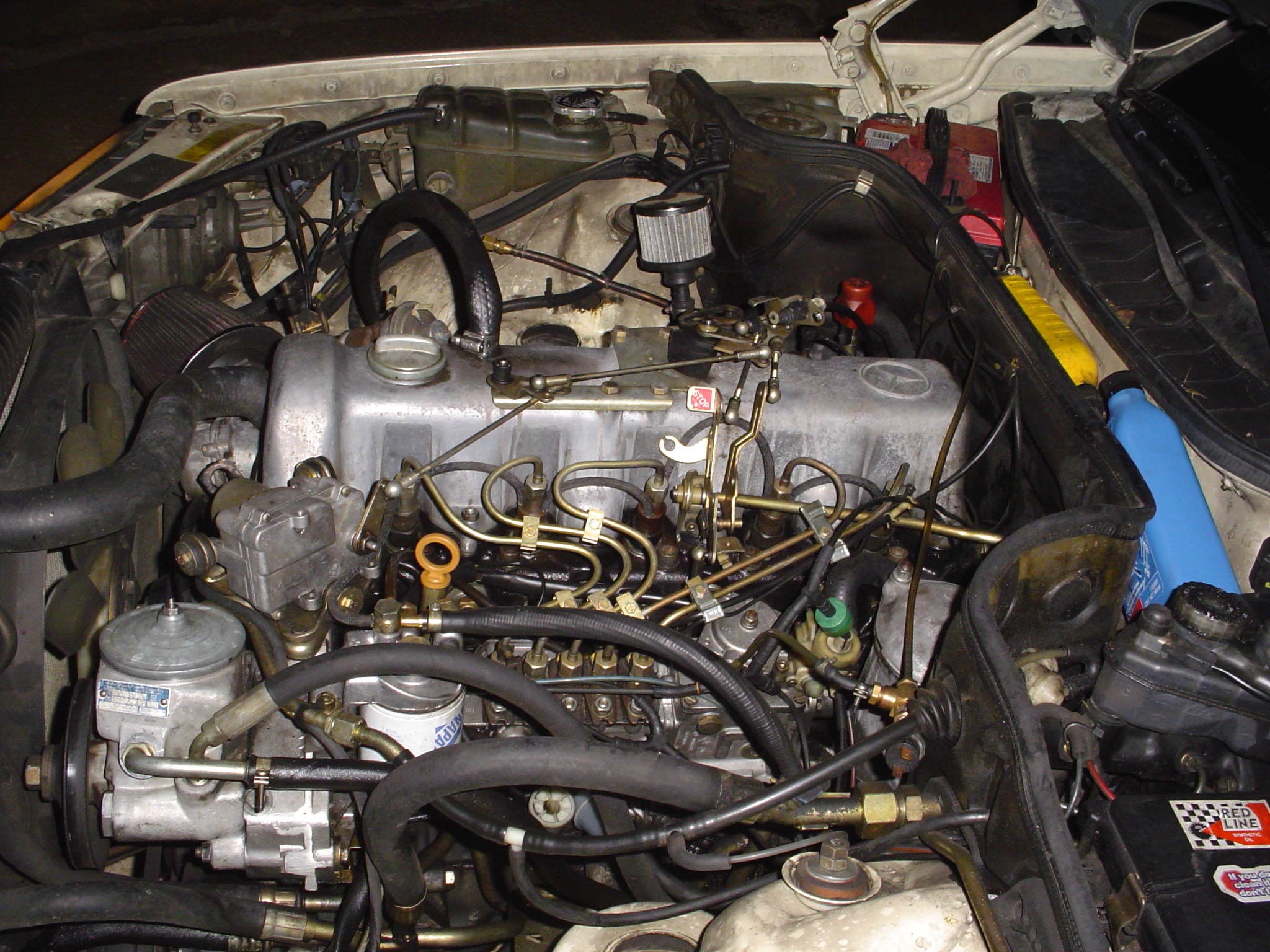
OM 617 A im 300 SD

Werte in Klammern ( ) jeweils ab Messwerte sind für Fahrzeuge mit Automatikgetriebe
* Die Motorbezeichnung ist wie folgt verschlüsselt:
M = Motor (Otto), OM = Ölmotor (Diesel), Baureihe = 3-stellig, D = Direkteinspritzung, E = Saugrohreinspritzung, V = Vergaser, Hubraum = Deziliter (gerundet), A = Abgasturbolader

## Umbauten
Es sind einige Umbauten der S-Klasse-Limousine zu Kombis bekannt. Diese Umbauten wurden in England gefertigt (z. B. beim Karosseriebauer Crayford) unter Verwendung von Heckklappen und Rahmen des Ford Granada. Es gab auch Fahrzeuge, die zeitgenössisch von AMG getunt wurden.